# 인도 준비은행
인도 준비은행(힌디어: भारतीय रिज़र्व बैंक, 영어: Reserve Bank of India, 약칭: RBI)은 인도의 중앙은행이자 인도 정부의 재무부 관할의 규제 기관이다. 인도 루피의 발행과 공급과 인도 은행 시스템의 규제에 책임이 있다. 그것은 또한 국가의 주요 지불 시스템을 관리하고 경제 발전을 촉진하기 위해 일한다.
2016년 금융통화위원회가 설립되기 전까지 인도에서도 통화 정책을 전면 통제했다. 1934년 인도 은행법에 따라 1935년 4월 1일 운영을 시작했다. 원래 주식 자본은 100주씩 전액 지불되었다. 1947년 8월 15일 인도의 독립 이후, RBI는 1949년 1월 1일에 국유화되었다.
RBI의 전반적인 방향은 21명으로 구성된 중앙 이사회에 달려 있는데, 중앙 이사회는 주지사, 4명의 부지사, 2명의 재무부 대표(보통 경제부총리, 금융부 장관)와 10명의 정부 지명 이사들로 구성되어 있고, 뭄바이, 콜카타, 첸나이, 델리의 지역 이사회를 대표하는 4명의 이사들이 있다. 이들 각 지방 이사회는 지역 이익과 협동조합 및 토착 은행의 이익을 대변하는 5명의 위원으로 구성되어 있다.
그것은 아시아 결제 동맹의 회원 은행이다. 이 은행은 금융 포함 정책 홍보에도 적극적이며 금융 포함 동맹(AFI)의 주도적인 회원이다. 그 은행은 종종 '민트 스트리트'라는 이름으로 불린다.

## 서문
인도 준비은행의 서문에는 다음과 같은 준비은행의 기본 기능이 설명되어 있다.
"인도에서의 통화 안정 확보와 일반적으로 국가의 통화 및 신용 시스템을 유리하게 운용하기 위한 목적으로 은행권 발행과 적립금 유지를 규제하는 것이고, 점점 더 복잡해지는 경제의 도전에 부응하기 위한 현대적인 통화 정책 프레임워크를 가지고 있고, 성장의 목표를 염두에 두면서 물가 안정을 유지하는 것이다."

## 역사

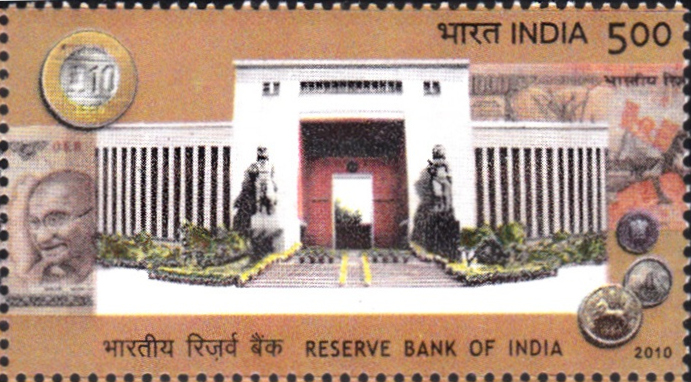
2010년 인도 준비은행 창립 75주년 기념우표

인도 준비은행은 1934년 인도 준비은행법에 따라 설립되었다. 초기에는 개인 소유였으나 1949년에 국유화되었고 이후 인도 재무부(GoI)가 전액 소유하였다.
1926년, 힐튼 영 위원회는 인도 준비은행의 설립을 권고했다.
설립 당시 인도 준비은행의 허가 자본금은 5조 원이었다. 이 과정에서 정부의 몫은 20~22라크밖에 되지 않았다.

## 은행관리 변동 급여규정
지난 11월 RBI는 민간은행의 CEO와 최고 경영진의 변동 급여를 규제하기 위한 가이드라인 초안을 도입했다. 새로운 규정은 2009년 4월에 금융안정위원회가 발표한 건전한 보상관행에 부합한다. 이 규정은 민간은행 최고경영자(CEO)와 전임 이사, 물적 리스크 피취득자, 소규모 금융은행, 외국계 은행 국내 임원 등에 적용된다. 새로운 규정에 따르면, 최소 50%의 보수는 고정 보수의 300%로 제한될 개인, 단위, 사업 및 기업 전반의 성과 평가를 기준으로 해야 한다. 변동급여가 200%를 초과하는 경우에는 이 금액의 50% 이상이 비현금성 금융상품이어야 한다. 주식연결상품은 변동급여의 일부로 포함되어 있다. 보너스에 가입하는 경우를 제외하고 보너스는 보상 패키지의 일부가 되어서는 안 된다. RBI는 또한 경기력이 악화될 경우 이를 취소/악성할 수 있는 조항도 마련하였다. 은행은 환수/말루스의 회수조항이 발동될 수 있는 대표적인 조건을 식별해야 한다.

## 같이 보기
- 위험관리
- 공개시장운영
- 닷컴버블
- 금본위제
- 국가채무
- 도매물가지수
- 소비자 물가지수